# Orseolo

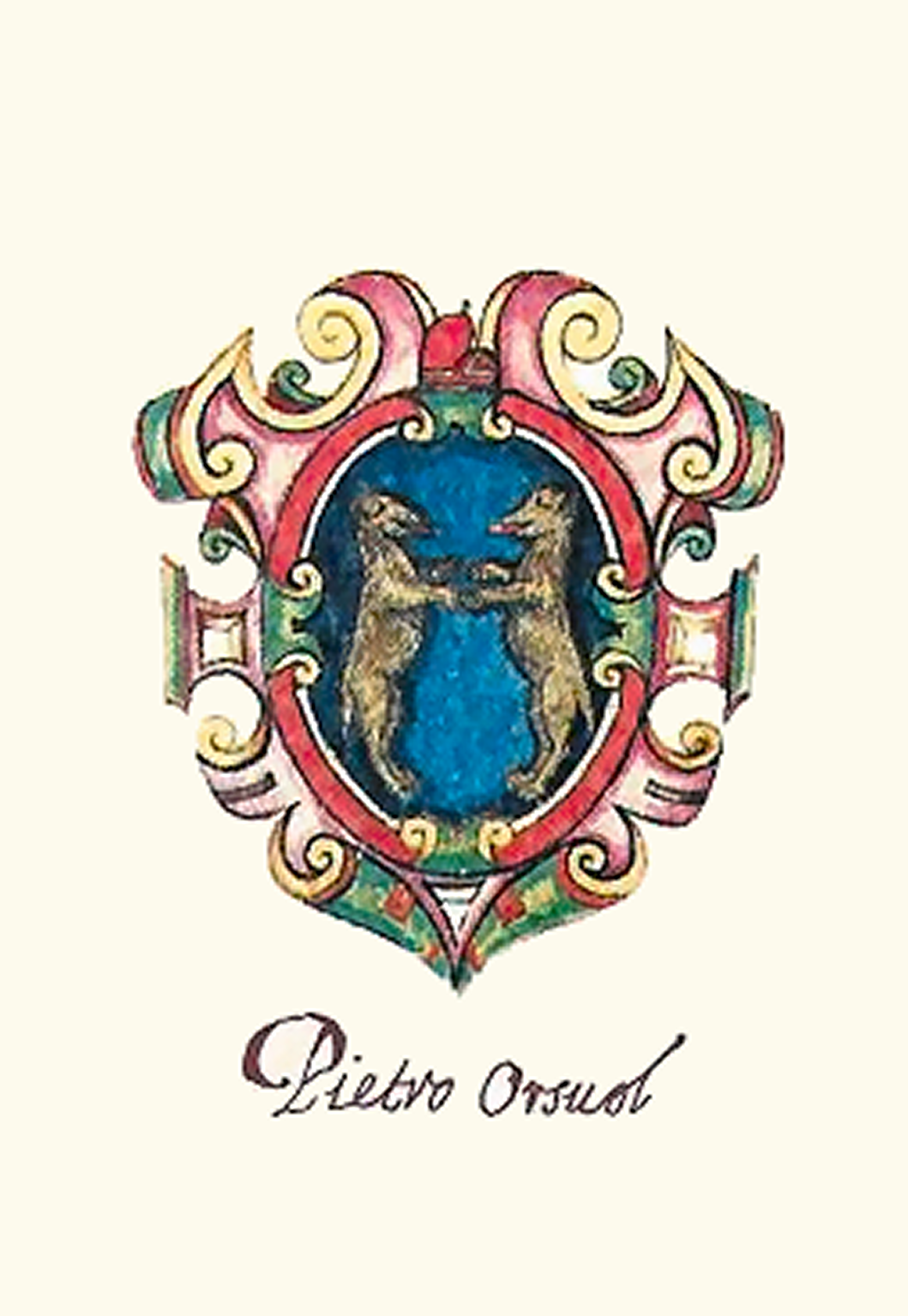
Wappen der Orseolo

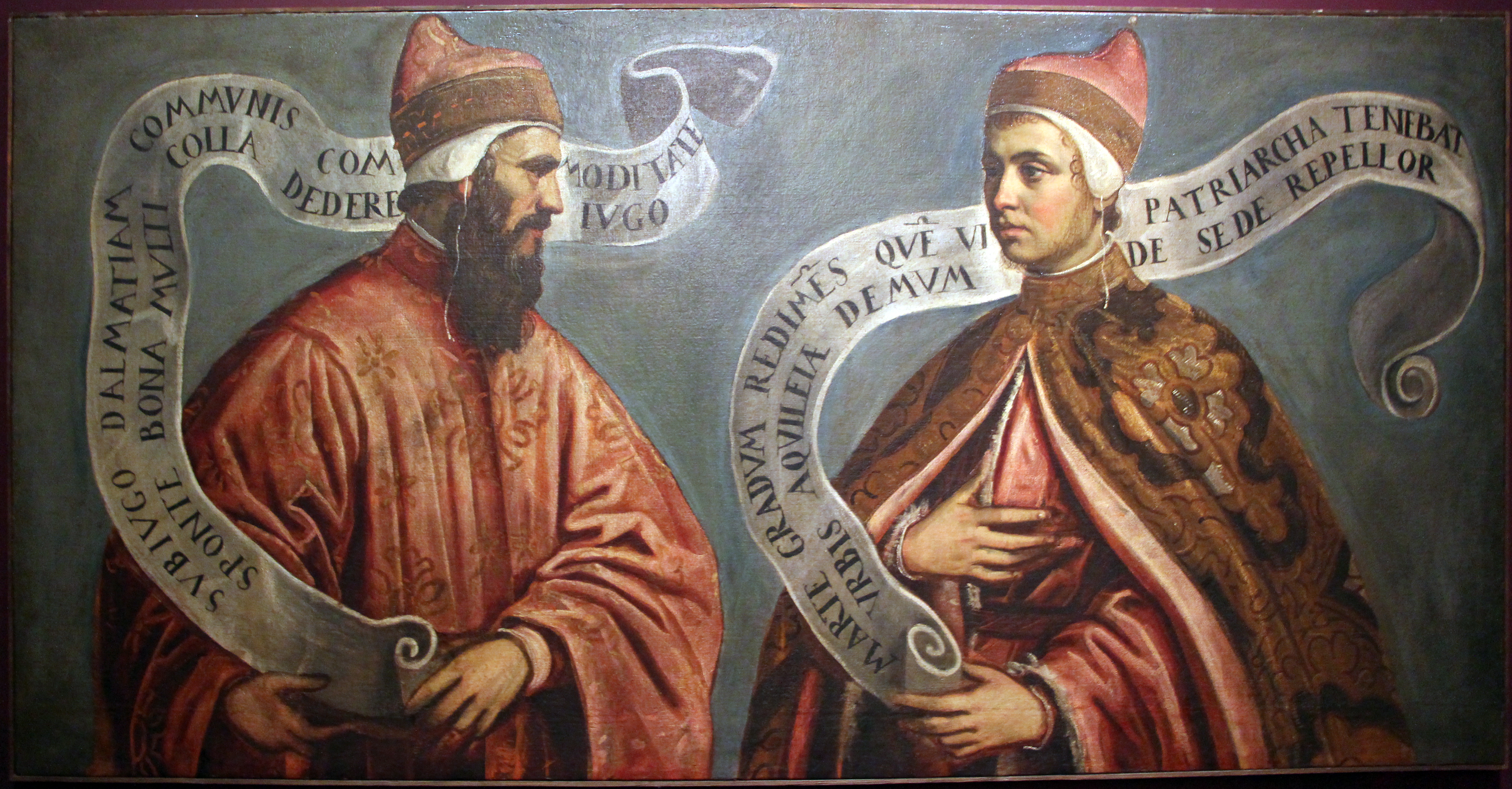
Pietro II. und Ottone

Orseolo, abgeleitet von Orso (Bär), ist der Name einer tribunizischen venezianischen Patrizierfamilie. Zu den Familienmitgliedern zählen Dogen von Venedig und Bischöfe. 
Die Orseolo gehörten zu den mächtigsten und einflussreichsten Familien in der von Machtkämpfen geprägten Frühzeit der Republik Venedig. Zusammen mit den Candiano und den Participazio war es die Familie Orseolo, die von 810 bis zur Verfassungsreform von 1172 die meisten Dogen Venedigs stellte. 
Zu ihr gehören folgende Personen:

## Dogen von Venedig
- Pietro Orseolo (928–987), Doge von Venedig und Heiliger
- Pietro II. Orseolo, Sohn Pietros, Doge von Venedig von 991 bis 1009
- Giovanni Orseolo (984–1007), Co-Dux seines Vaters Pietro II. Orseolo
- Ottone Orseolo, Doge von Venedig von 1009 bis 1026, Sohn Pietros II.
- Domenico Orseolo († nach 1036), Doge von Venedig für einen Tag

## Andere
- Hicela Orseolo, Tochter von Pietro II. Orseolo
- Orso Orseolo (988–1049), 1008–1018 Patriarch von Grado, Sohn Pietros II.
- Vitale Orseolo (* um 998), Bischof von Torcello, Sohn Pietros II.
- Peter Orseolo (um 1008–1046), zweiter König von Ungarn, Sohn Ottones